# Milán-San Remo 1974
La Milán-San Remo 1974 fue la 65.ª edición de la Milán-San Remo. La carrera se disputó el 18 de marzo de 1974, siendo el vencedor final el italiano Felice Gimondi. 

## Clasificación final
| Posición | Ciclista           | Equipo                         | Tiempo     |
| -------- | ------------------ | ------------------------------ | ---------- |
| 1        | Felice Gimondi     | Bianchi                        | 6h 46' 16" |
| 2        | Eric Leman         | M.i.c.-De Gribaldy-Ludo        | + 1' 53"   |
| 3        | Roger de Vlaeminck | Brooklyn                       | + 1' 54"   |
| 4        | Franco Bitossi     | Scic                           | + 1' 55"   |
| 5        | Enrico Paolini     | Scic                           | + 2' 05"   |
| 6        | Marino Basso       | Bianchi                        | m. t.      |
| 7        | Walter Godefroot   | Carpenter-Confortluxe-Flandria | m. t.      |
| 8        | Frans Verbeeck     | Watney-Maes                    | m. t.      |
| 9        | Freddy Maertens    | Carpenter-Confortluxe-Flandria | m. t.      |
| 10       | Jaime Huélamo      | KAS-Kaskol                     | m. t.      |